# Moritz Augenstein
Moritz Augenstein (* 16. April 1997 in Pforzheim) ist ein deutscher Radsportler, der Rennen auf Bahn und Straße bestreitet.

## Sportlicher Werdegang
2006 begann Moritz Augenstein beim RSV Ellmendingen mit dem Radsport. 2015 wurde er gemeinsam mit Moritz Malcharek deutscher Junioren-Meister im Zweier-Mannschaftsfahren. Anschließend wurde er für die Junioren-Weltmeisterschaften nominiert, wo er Siebter im Scratch und mit Malcharek Zehnter im Zweier-Mannschaftsfahren wurde. 2017 gewannen Malcharek und er das U23-Sechstagerennen in Bremen.
2020 wurde Augenstein hinter Schrittmacher Christian Ertel deutscher Meister im Dernyrennen, 2023 errang er die nationalen Titel im Punktefahren, im Scratch und im Zweier-Mannschaftsfahren (mit Moritz Malcharek). Später im Jahr wurde er hinter Ertel erneut deutscher Meister im Dernyrennen. Bei den deutschen Bahnmeisterschaften 2024 in Berlin gewann er erneut drei Titel. Seinen Derny-Titel konnte er nicht erneut verteidigen, da er bei der deutschen Meisterschaft im Kriterium im September in Kempten stürzte und sich das Schlüsselbein brach.
Im Januar 2025 gehörte Augenstein zu einer Gruppe aus sechs deutschen Radsportlern, die bei einem Trainingsunfall auf Mallorca zum Teil schwer verletzt wurden.

## Erfolge

### Bahn
2015
- Deutscher Meister – Zweier-Mannschaftsfahren (mit Moritz Malcharek)

2022
- Deutscher Meister – Derny-Rennen

2023
- Deutscher Meister – Punktefahren, Scratch, Zweier-Mannschaftsfahren (mit Moritz Malcharek)

2024
- Deutscher Meister – Punktefahren, Scratch, Zweier-Mannschaftsfahren (mit Moritz Malcharek)